# Laura Charameda
Laura Charameda (5 de juny de 1964) va ser una ciclista nord-americana. Va aconseguir una medalla de bronze al Campionat del Món en ruta de 1993, per darrere de la neerlandesa Leontien van Moorsel i la francesa Jeannie Longo.

## Palmarès
- 1992
  -  Campiona dels Estats Units en critèrium
  - 1a al Tour of Somerville
- 1993
  - Vencedora d'una etapa al Bisbee Tour
  - Vencedora d'una etapa a la Women's Challenge
  - Vencedora d'una etapa al Fitchburg Longsjo Classic
  - Vencedora d'una etapa al Tour de Toona
  - Vencedora de 2 etapes al Tour de la CEE
- 1994
  - Vencedora d'una etapa al Redlands Bicycle Classic
  - Vencedora d'una etapa al Casper Classic
  - Vencedora de 3 etapes a la Volta a Turíngia
- 1995
  -  Campiona dels Estats Units en critèrium
  - 1a a la Volta a Turíngia i vencedora de 2 etapes
  - 1a al Giro de Sicília i vencedora de 3 etapes
  - Vencedora d'una etapa al Redlands Bicycle Classic
  - Vencedora de 2 etapes a la Women's Challenge
  - Vencedora de 3 etapes al Tour de Toona
- 1996
  - 1a al Giro de Sicília i vencedora de 3 etapes
  - Vencedora d'una etapa a la Women's Challenge
  - Vencedora de 2 etapes a la Volta a Turíngia
  - Vencedora d'una etapa al Memorial Michela Fanini